# المرباء (المحويت)

تعديل مصدري - تعديل

المرباء هي إحدى قرى عزلة المجاديل بمديرية المحويت التابعة لمحافظة المحويت، بلغ تعداد سكانها 65 نسمة حسب تعداد اليمن لعام 2004.